# Vonarxella dipterygis
Vonarxella dipterygis är en svampart som beskrevs av Bat., J.L. Bezerra & Peres 1965. Vonarxella dipterygis ingår i släktet Vonarxella och familjen Saccardiaceae.   Inga underarter finns listade i Catalogue of Life.